# Arboretum Borová hora
Arboretum Borová hora je účelovým zařízením Technické univerzity ve Zvolenu. Území arboreta bylo prohlášeno za chráněný areál v obcích Sliač a Zvolen, Banskobystrický kraj, okres Zvolen, ve Zvolenské kotlině na rozloze 47,8 ha, vyhlášený 1981, dendrologické arboretum převážně s druhy domácími na Slovensku, s podchycením jejich vnitrodruhové a zeměpisné proměnlivosti, slouží pro výuku, součástí je rozárium a sbírka kaktusů a sukulentů.

## Historie
30. března v roce 1965 se začaly vysazovat první rostliny. Toto datum je i oficiálním datem vzniku arboreta.

## Rozárium
Sbírka růží v rozária obsahuje přibližně 840 odrůd. Genofondově je sbírka zaměřena na růže vyšlechtěné na historickém území bývalého Československa.

## Sbírka kaktusů a sukulentů
Obsahuje taxony původem ze Severní Ameriky a Mexika, zejména rody Echinocereus a Mammillaria, ale návštěvník může vidět i ukázky sukulentní flóry z jiných oblastí. Expozice je rozdělena do skupin podle místa výskytu.

## Kluby
Při arboretu vyvíjí svou činnost od roku 1972 Klub kaktusářů Zvolen.
O rok později v roce 1973 byl založen klub specializující se na pěstování růži - Rosa klub Zvolen.

## Doprovodné akce
- Dny rododendronů - azalek (květen)[7]

- Dny růží (červen)[8]

## Chráněné území
Arborétum Borová hora je chráněný areál v oblasti Poľana. Nachází se v okrese Zvolen v Banskobystrickém kraji. Území bylo vyhlášeno či novelizováno v roce 1981 na rozloze 45,5000 ha. Ochranné pásmo nebylo stanoveno.